# Ca’fer Pascha
Ca’fer Pascha der Ältere (* zwischen 1630 und 1640; † 11. September 1697 in Zenta), genannt büyük oder koca (beides dt. „der Große“), war Kommandant in Belgrad und Temeschwar und fiel in der Schlacht bei Zenta.

## Leben
Der Chronist Alî aus Temeschwar, Ca'fer Paschas Siegelbewahrer, hat über die Zeit von 1688 bis 1697 einen detaillierten Bericht verfasst. Allerdings sind darin kaum persönliche Daten des Paschas enthalten, weder wie er aussah, noch ob er verheiratet war oder wann er geboren wurde. Die damalige osmanische Geschichtsschreibung lobt Ca'fer Pascha wegen seiner Kriegserfahrung, Tapferkeit und Klugheit, auch hier sind aber nur widersprüchliche und offenbar zum Teil unrichtige Daten zu finden. Aus all diesen Quellen, besonders der osmanischen Nationalbiographie Sicill-i 'Osmanî von Mehmed Süreyya, lässt sich sein Lebenslauf einigermaßen darstellen.
Er ist zwischen 1630 und 1640 geboren, der Ort ist unbekannt. Page des Sultanshofes, ab 1670 Kethüda (Präfekt) einiger Würdenträger, wurde er 1682 zum Sancakbeği (Bannerherr) von Kars in Ostanatolien ernannt. Dann wurde er Statthalter von Erzerum, Van (25. Mai 1684) und 1684/1685 von Sivas. Im Frühjahr 1686 wurde er Wesir und Beğlerbeği in Diyarbakir. Seine Provinztruppen führte er als Festungsbesatzung nach Belgrad. 1687 oder 1688 wurde er Garnisonskommandeur in Temeschwar, das er vom September 1688 bis zum Oktober 1690 erfolgreich gegen die kaiserlichen Truppen verteidigte. Dann übernahm er das Kommando über die Truppen, die bis Januar 1691 Tököly in Siebenbürgen unterstützten.
Im Jahre 1691 war Ca’fer Pascha Statthalter in Bosnien, dann übernahm er den Ausbau und die Verteidigung von Belgrad. 1693 wehrte er einen Angriff gegen die Festung ab, wurde dabei aber am Bein verletzt. Dieser Sieg stärkte seine Position im Kriegsrat. Die ihm verliehene Provinz Haleb wurde für ihn von seinem Bruder Yusuf Beğ verwaltet, er selbst beteiligte sich an der erfolglosen Belagerung von Peterwardein (September und Oktober 1694). Nach kurzem Aufenthalt in Belgrad und der Eroberung der Festung Titel an der Theiß (Sommer 1695) verbrachte er einige Zeit in seiner Provinz Haleb.
Im Sommer 1696 nahm Ca’fer Pascha am erfolgreichen Feldzug in Banat teil und setzte dann die Festung Temeschwar wieder instand. Sein in dieser Zeit entworfener Feldzugsplan wurde im Kriegsrat gebilligt, jedoch nicht eingehalten. Das osmanische Heer verlor deshalb die Schlacht bei Zenta gegen Prinz Eugen von Savoyen, wo er am 11. September 1697 bei der Verteidigung eines Brückenkopfes während des Rückzugs zusammen mit über 10000 Kämpfern der Osmanen fiel.

## Zeitgenössische Sicht
Der persönliche Mut, die Klugheit in der Ratsversammlung, der kühle Kopf und die Umsicht im Gefecht, die Kriegserfahrung eines alten Haudegens wird an Ca'fer Pascha von osmanischen Chronisten seiner Zeit gerühmt. Aber auch seine Strenge und Grausamkeit sowie seine angebliche Schuld an der Niederlage bei Zenta wird erwähnt. Näheres über ihn ist jedoch nur im Bericht des Siegelbewahrers Alî zu lesen. Dieser will allerdings seinem offenbar sehr verehrten Herren vor allem ein Denkmal setzen, deshalb ist jede Kritik ausgespart.
“Da ich aber so lange Zeit dieses hohen Herren Brot gegessen und seine Gunst und Freigiebigkeit genossen habe, drang das Feuer des Eifers immer tiefer in mein Inneres ein, und so fasste ich den Vorsatz, alles niederzuschreiben und die mir wohlbekannte Wahrheit in Form einer Chronik darzustellen.” (Beginn des Schlusskapitels der Chronik)
Nach Alî wäre Ca’fers Rat, den Flussübergang zu unterlassen, wahrscheinlich der bessere gewesen und hätte vielleicht die Niederlage verhindert. Die von Zeitgenossen beschriebenen Zwistigkeiten zwischen seinem Pascha und dem Großwesir Elmas Pascha bestreitet er, die Härte bei der Verhängung von Strafen begründet er mit der Notwendigkeit der Strenge eines Statthalters.